# Jakob Fallmerayer
Jakob Philipp Fallmerayer est un historien bavarois. Ses principaux intérêts sont dans le domaine de l'ethnographie et des études byzantines, en particulier la règle des Comnène et l'empire de Trébizonde.